# Kirvin
Kirvin – miasto w Stanach Zjednoczonych, w stanie Teksas, w hrabstwie Freestone.